# Criaturas de luz y tinieblas
Criaturas de luz y tinieblas o Criaturas de luz y oscuridad es uno de los primeros libros que dio a luz el escritor estadounidense Roger Zelazny, no tan famoso como la serie de los Príncipes de Ámbar, pero no menos enigmático y magnífico. 
Este libro es una narración sobre el universo y su creación, la lucha continua entre la vida y la muerte, y mezcla el misticismo egipcio con cruentas y salvajes acciones de la modernidad. 
Cada ideal va reflejado en un personaje del libro; por ejemplo, la revolución y la guerra es representada por el "General de Acero", la vida por Osiris y la muerte por Anubis. 
En Criaturas de luz y tinieblas se cuenta la historia de "El príncipe que fue Mil" intentando recuperar su reino por derecho, y los intentos de la Casa de la Vida y la Casa de la Muerte por evitarlo. 
El libro comienza con un diálogo mantenido entre Anubis y un hombre mortal por el sentido de su propia existencia y la del hombre. La legitimidad del hombre para poder decir "Yo soy" en función de los cambios que se van dando en el devenir de los siglos, y cómo su alma inmortal podría dotar de humanidad a un cuerpo de metal en caso de que se descubriera el modo de prolongar nuestro cuerpo eternamente.
- Datos: Q4426799